# 小行星6888
小行星6888是一颗围绕太阳公转的小行星。1971年1月27日，卡洛斯·托雷斯、讓-馬克·佩蒂特（Jean-Marc Petit）在Cerro El Roble发现了此天体。
这颗小行星的绝对星等为171.4283984237842等。